# Kistábor várkastélya
Kistábor (horvátul: Mali Tabor) egy várkastély Horvátországban, a Hum na Sutli községhez tartozó Mali Tabor településen.

## Fekvése
A prislini plébániatemplom közelében délre áll Kis Tábor (Mali Tabor) kastélya.

## Története
Kistábor várkastélya a 15. század második felében, valószínűleg 1490 körül épült. Írásos forrás 1511-ben "Kys Thabor" alakban említi először. Első ismert birtokosa 1497-ben Corvin János volt, ezután özvegye Frangepán Beatrix által 1504-től Brandenburgi Györgyé, majd 1524-től 1793-ig a Rátkay családé. Ekkor az utolsó Rátkay unokaöccse Wintershoffen József báró örökölte meg. Később házasság révén a Jellasicsoké, majd az ír származású Kavanaghoké, akiknek utódai egészen a második világháborúig birtokolták. A várkastélyt a 18. és 19. században főúri kastéllyá építették át. Az egykori zárt belsőudvaros épületből mára két szárny, három saroktorony és a kapuvédmű maradt.

## A várkastély mai állapota
Kistábor (Mali Tabor) várkastélya a falu mellett egy 338 méter tengerszint magasságú fennsíkon található. Eredetileg téglalap alakú vár volt, négy sarkán védőtornyokkal. A török veszély megszűnése után 18. században kétszárnyú barokk kastéllyá építették át, sarkain hengeres tornyokkal. Keleti szárnyát a 19. században utólag építették, ezért a keleti homlokzaton levő északkeleti védőtorony elvesztette funkcióját és díszítő elemmé vált. Az épület a kastéllyá való átalakítása után, elvesztette vár jellegét. A rendszerváltás előtt mint ifjúsági ház és bolt szolgált. Az eredeti várkastélyból mára három saroktorony maradt fenn, a negyedik csak részben áll. Megmaradt még két lakószárny és egy kapuvédőmű a kapu védelmére. A kastély mai formájában kétszintes épület, a belső homlokzatán árkádíves folyosóval. A jelenlegi épületegyüttes vár jellege csak a nyugati, gyümölcsös felé eső oldalon (sarok tornyok), valamint az egyszerű, barokk udvari kapu sarkában lévő, ma már a bozót miatt kivehetetlen alakú védőmű alapján ítélhető meg. A kastélyépület belülről nem látogatható és erősen pusztuló állapotú. Jelenleg üresen áll, állaga napról napra folyamatosan romlik.